# Родионов, Георгий Михайлович
Гео́ргий Миха́йлович Родио́нов (7 февраля 1915 — 18 мая 1972) — советский дипломат. Чрезвычайный и полномочный посол.

## Биография
Член ВКП(б). Окончил Московский планово-экономический институт (1939) и Высшую дипломатическую школу МИД СССР. На дипломатической работе с 1946 года.
- В 1946—1949 годах — первый секретарь Секретариата заместителя министра иностранных дел СССР А. Я. Вышинского.
- В 1949—1950 годах — первый секретарь Секретариата министра иностранных дел СССР А. Я. Вышинского.
- В 1950—1954 годах — первый секретарь Посольства СССР в Великобритании.
- В 1954—1955 годах — помощник заместителя министра иностранных дел СССР.
- В 1956—1960 годах — советник Миссии СССР в Новой Зеландии и поверенный в делах СССР в Новой Зеландии.
- В 1960—1961 годах — помощник заместителя министра иностранных дел СССР.
- В 1961—1962 годах — заместитель министра иностранных дел РСФСР.
- С 1 ноября 1962 по 28 декабря 1967 года — чрезвычайный и полномочный посол СССР в Гане[1].
- В 1967—1972 годах — на ответственной работе в центральном аппарате МИД СССР.

## Награды
- Орден «Знак Почёта»
- Орден Трудового Красного Знамени